# Stefan Kogler
Pour les articles homonymes, voir Kogler.
Stefan Kogler, né le 2 juillet 1981 à Tegernsee, est un skieur alpin allemand.

## Biographie
Membre du SC Schliersee, il commence sa carrière internationale en 1996 en participant à des courses FIS, gagnant ses premières courses en 1999-2000, dont le championnat d'Allemagne junior en slalom. En 2001, Kogler devient champion du monde junior de slalom à Verbier, avant d'être convié aux Finales de la Coupe du monde à Åre. Lors de l'hiver suivant, il est engagé dans la Coupe d'Europe, où il finit deux fois dans le top dix.
Kogler alterne ensuite les participations entre la Coupe d'Europe et la Coupe du monde sans grand succès jusqu'en 2008, où il monte sur son premier podium en Coupe d'Europe en slalom à Nauders. En ouverture de la saison 2008-2009, il prend la seizième place du slalom de Levi et marque donc ses premiers points en Coupe du monde. Également 18e à Alta Badia, il fait partie de la sélection allemande pour les Championnats du monde à Val d'Isère, où il dispute le slalom sans pouvoir le terminer.
En 2010, il gagne pour la deuxième fois le titre de champion d'Allemagne de slalom après 2005 et prend la médaille de bronze aux Jeux mondiaux militaires à Pila.
Il prend sa retraite sportive en 2011 et devient alors entraîneur.

## Palmarès

### Championnats du monde
| Édition / Épreuve         | Slalom  |
| ------------------------- | ------- |
| Mondiaux 2009 Val d'Isère | Abandon |

### Coupe du monde
- Meilleur classement général : 108e en 2009.
- Meilleur résultat sur une manche : 16e.

| Saison/Classement | Général | Général | Slalom | Slalom |
| Saison/Classement | Class.  | Points  | Class. | Points |
| ----------------- | ------- | ------- | ------ | ------ |
| 2009              | 106e    | 28      | 40e    | 28     |

### Championnats du monde junior
- Médaille d'or du slalom en 2001.

### Coupe d'Europe
- 3e du classement de slalom en 2008.
- 2 podiums.

### Championnats d'Allemagne
- Vainqueur du slalom en 2005 et 2010.